# Думбравень (Молдова)
Думбравень (рум. Dumbrăveni) — село в Молдові у Сороцькому районі. Входить до складу комуни Вадень.

## Історія
Думбравень — перша і найбільша в економічному плані єврейська сільськогосподарська колонія в Бессарабії. Заснована в 1836 році 24 сім'ями на 1179 десятинах землі. В 1888 році — 63 сім'ї, в 1899 — 37 сімей (1874 чоловіка).